# Noaptea morților vii (film din 1990)
Noaptea morților vii (titlu original: Night of the Living Dead) este un film american de groază din 1990 regizat de Tom Savini. Rolurile principale au fost interpretate de actorii Tony Todd, Patricia Tallman și Tom Towles. Este o refacere a filmului omonim al lui George A. Romero.

## Distribuție
- Tony Todd - Ben
- Patricia Tallman - Barbara Todd
- Tom Towles - Harry Cooper
- McKee Anderson - Helen Cooper
- William Butler - Tom Bitner
- Katie Finneran - Judy Rose Larson
- Bill Moseley - Johnny Todd
- Heather Mazur - Sarah Cooper
- Russell Streiner - Sheriff McClelland (nemenționat)
- Bud Koffler - Zombie Hunter